# Hesp (Einheit)
Hesp, das Stück, war ein englisches Längenmaß für Leinen- und Hanfgarn. Es entsprach der Länge von 2880 Faden.
- 1 Hesp = 6583,561 Meter
- 1 Hesp/Stück = 2 Hanks
- 1 Spindle = 2 Hesps = 14.400 Yards[1]